# Paradictyoarthrinium
Paradictyoarthrinium is een geslacht van schimmels behorend tot de familie Paradictyoarthriniaceae. De typesoort is Paradictyoarthrinium diffractum.

## Soorten
Volgens Index Fungorum telt het geslacht vier soorten (peildatum april 2022):
| Soortnaam                        | Auteur(s)           | Publicatiejaar |
| -------------------------------- | ------------------- | -------------- |
| Paradictyoarthrinium aquatica    | Z.L. Luo & J.K. Liu | 2018           |
| Paradictyoarthrinium diffractum  | Matsush.            | 1996           |
| Paradictyoarthrinium hydei       | N.G. Liu & J.K. Liu | 2018           |
| Paradictyoarthrinium tectonicola | Doilom & K.D. Hyde  | 2015           |